# Charles-Guillaume Schmitt
Pour les articles homonymes, voir Schmitt.
Charles-Guilaume Schmitt est un danseur sportif français.

## Carrière
Charles-Guillaume Schmitt et Elena Salikhova sont médaillés de bronze en danse latine aux Jeux mondiaux de 2013 à Cali ainsi qu'aux Jeux mondiaux de 2017 à Wrocław et aux Jeux mondiaux de 2022 à Birmingham. 
Aux Jeux mondiaux de 2025 à Chengdu, il est médaillé d'argent en danse latine avec Elena Salikhova.